# Where the Red Fern Grows (1974)
Where the Red Fern Grows é um filme de 1974 dirigido por Norman Tokar e estrelado por James Whitmore, Beverly Garland, Stewart Petersen e Jack Ging. Baseado no livro de1961 com o mesmo nome.
Conta a história de um garoto e seus dois cães de caça à guaxinim.

## Elenco
- James Whitmore como vovô
- Beverly Garland como mãe
- Jack Ging como pai
- Lonny Chapman como xerife
- Stewart Peterson como Billy
- Bill Dunbar como o Sr. Kyle
- Marshall Edwards como o padre

## Produção
O filme foi produzido por Lyman Dayton e foi filmado em Oklahoma.

## Recepção
Where the Red Fern Grows recebeu críticas em geral positivas. O Nevada Daily Mail chamou o filme de "simplesmente uma história maravilhosa".

## Sequência
Em 1992, uma sequência intitulada Where the Red Fern Grows: Part Two (alternativamente intitulada Where the Red Fern Grows 2: The Homecoming) foi lançada pela McCullough Family Media, Inc. e Red Fern II Ltd. Nele, Billy retorna para casa como um veterano da Segunda Guerra Mundial, amargo e triste por ter perdido uma perna. Seu avô doente lhe dá dois novos filhotes que ele está relutante em aceitar, mas sua irmã Sarah o convence a fazê-lo. Mais tarde, ele faz amizade com um garoto vizinho chamado Wilson. O filme estrelou Wilford Brimley, Doug McKeon, Chad McQueen e Lisa Whelchel .